# Mount Pleasant (Iowa)
Mount Pleasant ist eine Kleinstadt (mit dem Status „City“) und Verwaltungssitz des Henry County im Südosten des US-amerikanischen Bundesstaates Iowa. Das U.S. Census Bureau hat bei der Volkszählung 2020 eine Einwohnerzahl von 9.274 ermittelt.

## Geografie
Mount Pleasant liegt etwa 3 km nördlich des Skunk River, der etwa 60 km weiter südöstlich in den Mississippi mündet, der die Grenze zu Illinois bildet. Die Stadt liegt auf 40°57′49″ nördlicher Breite und 91°33′29″ westlicher Länge und erstreckt sich über 20,0 km², die sich auf 19,9 km² Land- und 0,1 km² Wasserfläche verteilen.
Die Nachbarorte von Mount Pleasant sind Westwood (6,4 km westlich) und New London (13,9 km östlich).
Die nächstgelegenen größeren Städte sind die Quad Cities (139 km nordöstlich), Iowas Hauptstadt Des Moines (217 km nordwestlich) und Cedar Rapids (119 km nördlich).

## Verkehr
In der Stadt treffen die U.S. Highways 34 und 218 sowie Iowa Highway 27 zusammen. Alle weiteren Straßen innerhalb des Stadtgebiets sind in der Nummerierung untergeordnet.
Im Zentrum von Mount Pleasant befindet sich eine Station von Amtrak, die täglich vom transkontinentalen Schnellzug California Zephyr bedient wird, der von Chicago nach San Francisco verkehrt.
Im Südosten des Stadtgebiets liegt der Mount Pleasant Municipal Airport.

## Demografische Daten
Nach der Volkszählung im Jahr 2010 lebten in Mount Pleasant 8668 Menschen in 3284 Haushalten. Die Bevölkerungsdichte betrug 435,6 Einwohner pro Quadratkilometer.
Ethnisch betrachtet setzte sich die Bevölkerung zusammen aus 85,7 Prozent Weißen, 4,3 Prozent Afroamerikanern, 0,4 Prozent amerikanischen Ureinwohnern, 4,4 Prozent Asiaten sowie aus anderen ethnischen Gruppen; 2,5 Prozent stammten von zwei oder mehr Ethnien ab. Unabhängig von der ethnischen Zugehörigkeit waren 6,7 Prozent der Bevölkerung spanischer oder lateinamerikanischer Abstammung.
In den 3284 Haushalten lebten statistisch je 2,56 Personen.
21,1 Prozent der Bevölkerung waren unter 18 Jahre alt, 63,6 Prozent waren zwischen 18 und 64 und 15,3 Prozent waren 65 Jahre oder älter. 47,3 Prozent der Bevölkerung war weiblich.

Das jährliche Durchschnittseinkommen eines Haushalts lag bei 40.265 USD. Das Pro-Kopf-Einkommen betrug 23.460 USD. 16,3 Prozent der Einwohner lebten unterhalb der Armutsgrenze.

## Bekannte Bewohner
- Alfred F. Havighurst (1904–1991) – Historiker – geboren in Mount Pleasant
- James Van Allen (1914–2006) – Astrophysiker und Raumfahrtpionier – geboren in Mount Pleasant
- Tom Vilsack (geb. 1950) – früherer Bürgermeister von Mount Pleasant, Gouverneur von Iowa (1999–2007), Landwirtschaftsminister der USA (2009–2017)